# 코인클래식
코인클래식(Coin Classic)은 2007년 결성되어 대한민국 서울특별시 홍대에서 활동중인 밴드이다. 스케이드 보드 펑크 록을 지향하고 있다.

## 구성원
보컬 : 고현호

기타 : 정승환

드럼 : 김서산

베이스 : 박성욱